# Euryophion vexatious
Euryophion vexatious är en stekelart som beskrevs av Ian D. Gauld och Mitchell 1981. Euryophion vexatious ingår i släktet Euryophion och familjen brokparasitsteklar. Inga underarter finns listade i Catalogue of Life.